# Duparquetia orchidacea
Duparquetia orchidacea är en ärtväxtart som beskrevs av Henri Ernest Baillon. Duparquetia orchidacea ingår i släktet Duparquetia och familjen ärtväxter. Inga underarter finns listade i Catalogue of Life.